# Tesoro Electronics
Tesoro Electronics est une entreprise américaine spécialisée dans la fabrication de détecteur de métaux de loisirs. Elle est localisée en Arizona. L'entreprise fut fondée en 1980.